# Hydropsyche dampfi
Hydropsyche dampfi is een schietmot uit de familie Hydropsychidae. De soort komt voor in het Neotropisch en het Nearctisch gebied.